# Rathaus Kufstein

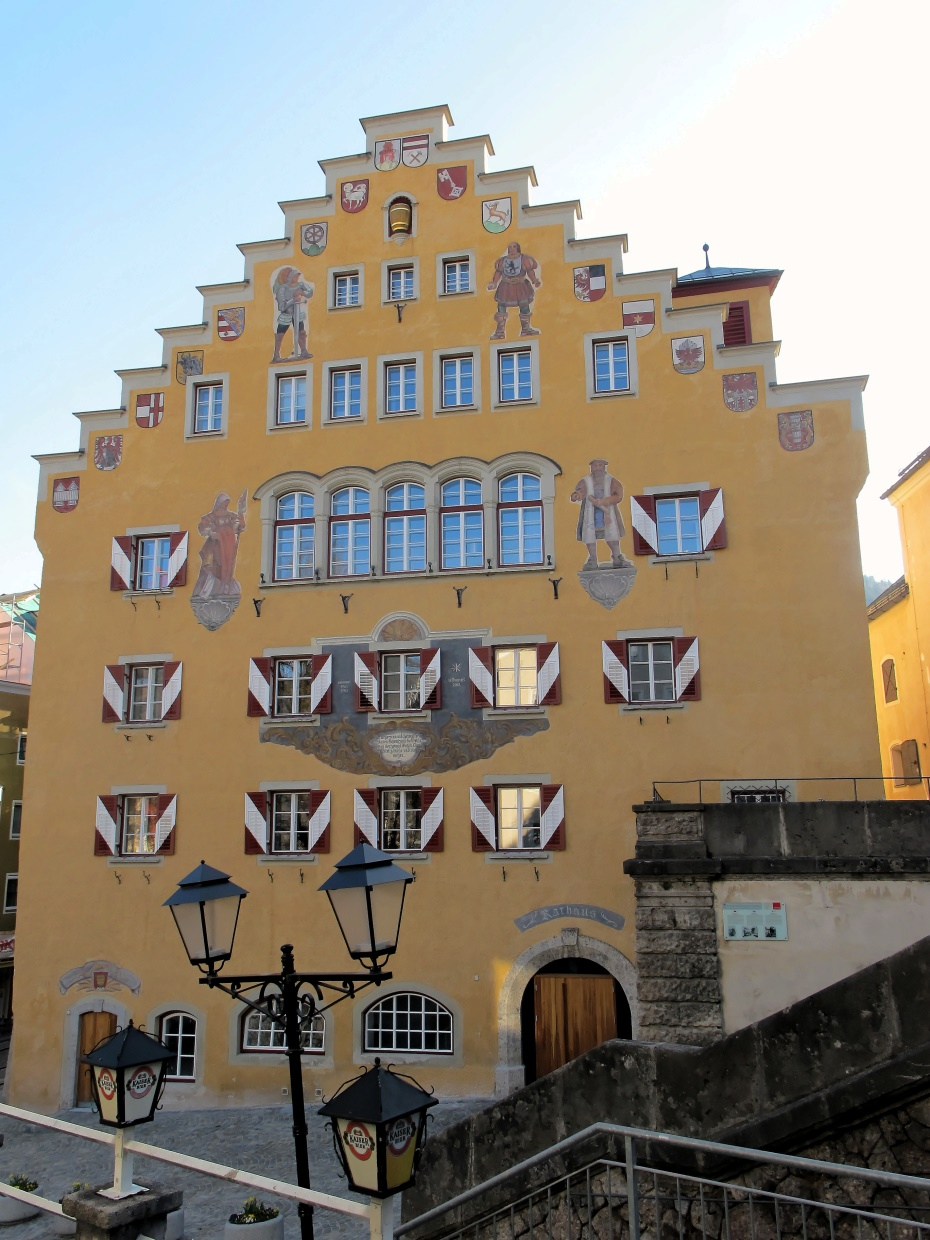
Rathaus Kufstein

Das Rathaus Kufstein steht am Unteren Stadtplatz der Stadtgemeinde Kufstein im Bundesland Tirol. Das Gebäude steht unter Denkmalschutz.

## Geschichte
Das Rathaus aus der ersten Hälfte des 16. Jahrhunderts ist im Kern erhalten. 1923 entstand mit einem Umbau die Treppengiebelfassade. Das spätgotische Netzgratgewölbe wurde 1965 renoviert. Mit einer Sanierung (2011) wurde das Rathaus mit dem Bildsteinhaus zusammengefasst, der nach den Plänen des Architekturbüros Rainer Köberl, Giner + Wucherer durchgeführte Umbau wurde mehrfach ausgezeichnet.

## Auszeichnungen
- 2012 Staatspreis Architektur in der Kategorie „Verwaltung/Bürobauten“
- 2012 Österreichischer Bauherrenpreis 2012